# Bikinilijn
De bikinilijn, ook wel bikinizone genoemd, is de overgang van een bikinibroek of zwembroek naar de onbedekte huid. Omdat de schaamstreek bij volwassenen van nature door schaamhaar wordt bedekt, kan dit tijdens het dragen van een bikini deels onbedekt blijven. Sommige mensen vinden het onesthetisch als (een deel van) hun schaamhaar publiekelijk zichtbaar is.
Het ontharen van de bikinilijn van vrouwen komt aan het begin van de 21ste eeuw vaak voor. De meest gebruikte ontharingsmethoden voor de bikinilijn zijn scheren, epileren en harsen.